# Mihailo Nenadović
Mihailo Nenadović (cyr. Михаило Ненадовић, pol. Michał Nenadowicz, ur. 1876, zm. 11 lutego 1934 w Paryżu) – generał brygady artylerii Królewskich Wojsk Jugosłowiańskich, kawaler Orderu Virtuti Militari.

## Życiorys
W czasie I wojny światowej walczył w szeregach armii serbskiej przeciwko armii austro-węgierskiej. Wyróżnił się męstwem i zdolnościami. Był kiklakrotnie ranny. Stracił prawą dłoń. Przebywał na kuracji w Paryżu, gdzie „obracał się we wszystkich kołach dyplomatycznych i politycznych”. Za męstwo został odznaczony najwyższymi orderami serbskimi i państw sprzymierzonych. Następnie został attaché wojskowym Królestwa Serbów, Chorwatów i Słoweńców w Brnie. Tam poznał majora Olgierda Górkę i rotmistrza Zygmunta Ołdakowskiego, których „nazywał swoimi przyjaciółmi”. Od grudnia 1920 do 1922 był attaché wojskowym Królestwa Serbów, Chorwatów i Słoweńców w Warszawie, a następnie w Pradze. W kwietniu 1927 został szefem artylerii 2. Okręgu Armii. Członek delegacji Królestwa Jugosławii na IX, X i XI sesji Zgromadzenia Ligi Narodów w Genewie. Od maja 1930 pełnił funkcję zastępcy ministra wojny i członka wojskowej części Delegacji na Konferencję Rozbrojeniową w Genewie. W 1931 został attaché wojskowym w Paryżu. Zmarł nagle na atak serca.

## Ordery i odznaczenia
- Krzyż Srebrny Orderu Wojskowego Virtuti Militari nr 6084